# مايكل أنجلو رامبولا
مايكل أنجلو رامبولا (مواليد 10 أغسطس 1962) هو مدرب كرة قدم إيطالي وحارس مرمى سابق. وهو حاليا مدرب حراس المرمى للمنتخب الصيني لكرة القدم.

## مسيرته الكروية

### الاندية
ولد رامبولا في باتي، صقلية، ولعب في البداية فترات قصيرة مع أندية الهواة في صقلية، مثل فريقه المحلي باتيس. كما لعب لاحقًا مع تشيزينا، حيث تنافس على اللعب مع سيباستيانو روسي وألبرتو فونتانا.  بعد ثلاثة مواسم في فاريسي، انضم رامبولا إلى كريمونيسي عام 1985 وأصبح بطلًا في صعود النادي إلى دوري الدرجة الأولى الإيطالي.
في 23 فبراير 1992، كان رامبولا أول حارس مرمى يسجل من لعبة في تاريخ دوري الدرجة الأولى الإيطالي، بعد أن عادل النتيجة بضربة رأس في تعادل فريقه 1–1 خارج أرضه أمام أتالانتا.   ومع ذلك، فإن تلك النقطة التي حصلوا عليها بشق الأنفس لم تكن كافية لإنقاذهم من الهبوط في نهاية الموسم.
بعد انتهاء موسم 1991-1992 بهبوط لكريمونيسي، انتقل رامبولا إلى يوفنتوس في عام 1992، حيث قضى 10 أعوام في النادي. لعب في البداية كأساسي، ليحل محل حارس مرمى يوفنتوس الأسطوري السابق ستيفانو تاكوني ، ثم بعد ذلك كحارس مرمى احتياطي لما تبقى من مسيرته للحراس أنجلو بيروزي، وإدوين فان دير سار، وجانلويجي بوفون، ولاحقًا كحارس مرمى احتياطي خلف أندرياس إيزاكسون وفابيان كاريني ، اتزل لعب كرة القدم في عام 2002، بعد حصول يوفنتوس علي لقب دوري الدرجة الأولى الإيطالي والهزيمة في نهائي كأس إيطاليا. على الرغم من كونه لاعبًا احتياطيًا في الغالب، فقد لعب مباريات في كل مسابقة ليوفنتوس خلال كل موسم تقريبًا من مسيرته في يوفنتوس، لا سيما بديلا للحارس بيروزي خلال منتصف التسعينيات، عندما كان الأخير يعاني من إصابات متكررة. خلال الفترة التي قضاها في النادي، فاز رامبولا بكأس الاتحاد الأوروبي لكرة القدم في عام 1993 ، وكأس إيطاليا في عام 1995 ، و 4 ألقاب في الدوري الإيطالي، و 2 كأس سوبر إيطالي ، دوري أبطال أوروبا ، كأس السوبر الأوربي، كأس إنتركونتيننتال، وكأس إنترتوتو.  

### المنتخبات
خلال الفترة التي قضاها مع فاريزي، تم استدعاء رامبولا إلى المنتخب الإيطالي لكرة القدم تحت 21 عامًا من قبل المدير أزيليو فيتشيني، حيث ظهر لأول مرة في 20 أبريل 1983؛ في المجموع ، شارك في 10 مباريات مع منتخب إيطاليا تحت 21 عامًا. 

## مسيرته التدريبية
بعد تقاعده، وافق رامبولا على البقاء في يوفنتوس، حيث عمل كمدرب حراس المرمى لمعظم وقته. انفصل عن يوفنتوس في أكتوبر 2010.
في 14 يوليو 2011، تم تقديمه كمدرب جديد لنادي ديرتونا.  في 5 ديسمبر 2011 ، أنهى عقده بالتراضي مع النادي.
في 17 مايو 2012، انضم رامبولا إلى مدرب يوفنتوس السابق مارشيلو ليبي في فريق غوانجو إيفرجراند في الدوري الصيني الممتاز وأصبح مدرب حراس المرمى في النادي. 
يوم 2 يونيو عام 2016، أصبح رئيس كريمونيزي.  استقال رامبولا من هذا المنصب في 20 أكتوبر 2016.
في 22 أكتوبر 2016، أُعلن تعيينه كمدرب حراس مرمى المنتخب الصيني لكرة القدم، تحت إدارة مارشيلو ليبي . 

## الالقاب

### النادي
يوفنتوس  
- الدوري الإيطالي : 1994–95 ، 1996–97 ، 1997–98 ، 2001–02
- كأس إيطاليا : 1994-95
- كأس السوبر الإيطالي : 1995 ، 1997
- دوري أبطال أوروبا : 1995–96
- كأس الاتحاد الأوروبي : 1992-1993
- كأس السوبر الأوروبي : 1996
- كأس الانتركونتيننتال : 1996
- كأس إنترتوتو UEFA : 1999